# Serra do Curupira
A serra do Curupira é uma formação montanhosa no estado de Amazonas, Venezuela. A mesma se encontra ubicada na zona sul do estado de Amazonas, formando parte da fronteira sul com o Brasil.
Esta serra pertence ao maciço das Guianas, que tem suas nascentes no rio Orinoco, o qual flui entre as serras do Curupira e de Parima. Na serra se encontra a Cachoeira do El Dorado, a mais alta queda d'água do Brasil.

## Flora e fauna

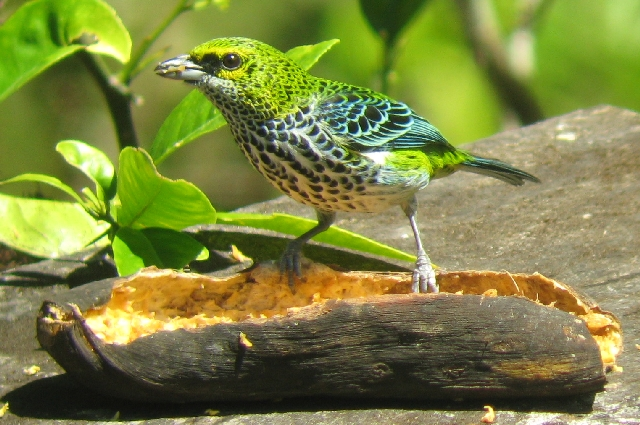
Espécime de saíra-pintada, exemplo de ave que habita na Serra do Curupira.

A flora da Serra do Curupira é diversa, incluindo árvores como a ceiba com suas distintivas raízes tabulares, a Inga spuria com seus característicos frutos em forma cilíndrica que alcançam de 10 a 14 cm de largura, a Cecropia peltata, que pode crescer até os 12 metros de altura, o aguano, que alcança alturas de 35 a 50 m, Heteropsis que se caracterizam por crescer abraçando-se a árvores, espécies de bromélias  que se destacam por suas flores e brácteas coloridas e vistosas e outras diversas epifitas.
A fauna desta região está representada por onças-pintadas, onças-pardas, grandes roedores como a capivara, tamanduás, caititus, lontras que habitam os cursos d'água e tatus com seu característico exoesqueleto. Sua avifauna é composta por tucanos, papagaios, araras, o flautista-do-tepui (Microcerculus ustulatus) e a saíra-pintada (Tangara guttata). Existem também serpentes de cascavel e surucucus, assim como iguanas, jabutis-piranga e botos-cor-de-rosa.